# Adolf von Sonnenthal

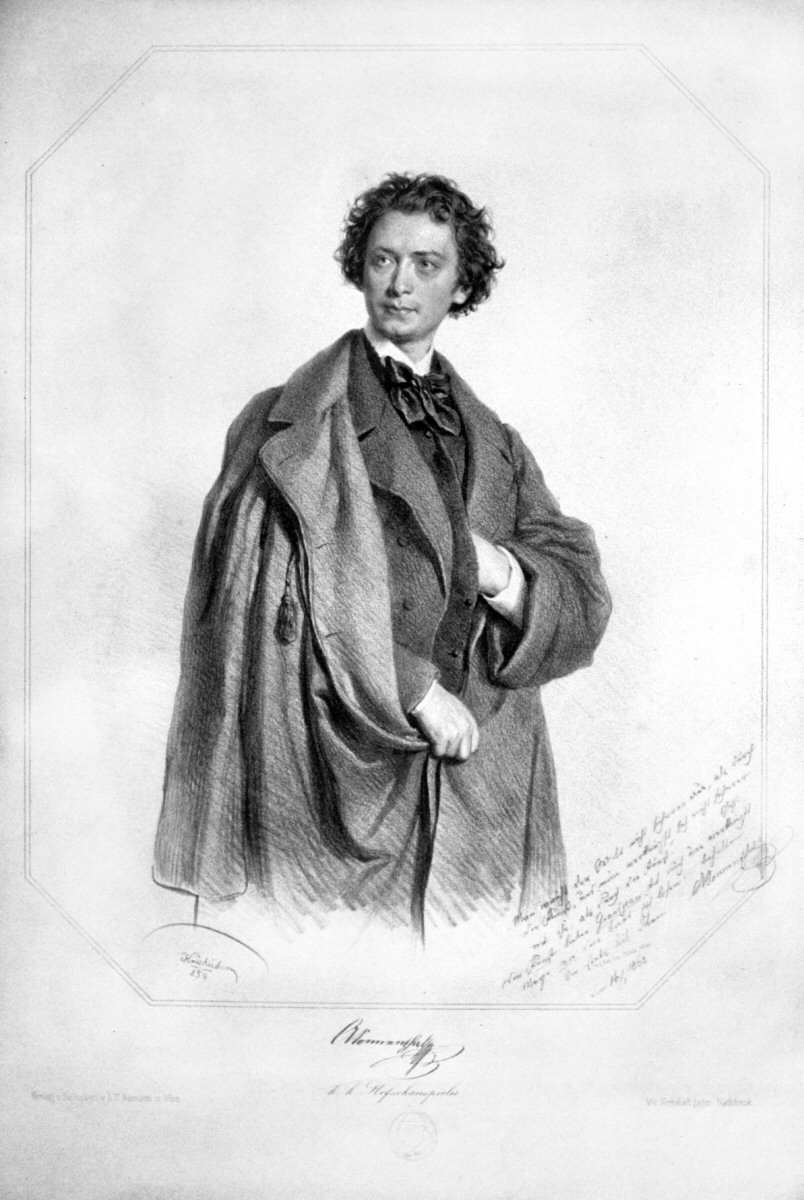
Adolf Sonnenthal, Lithographie von Joseph Kriehuber, 1859

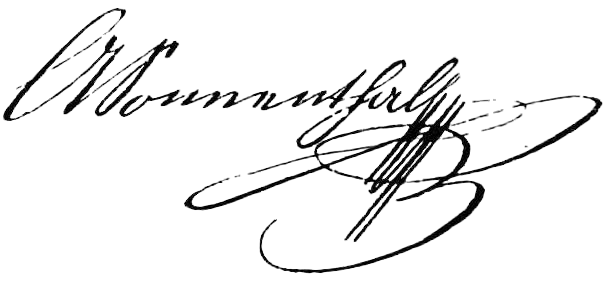
Unterschrift

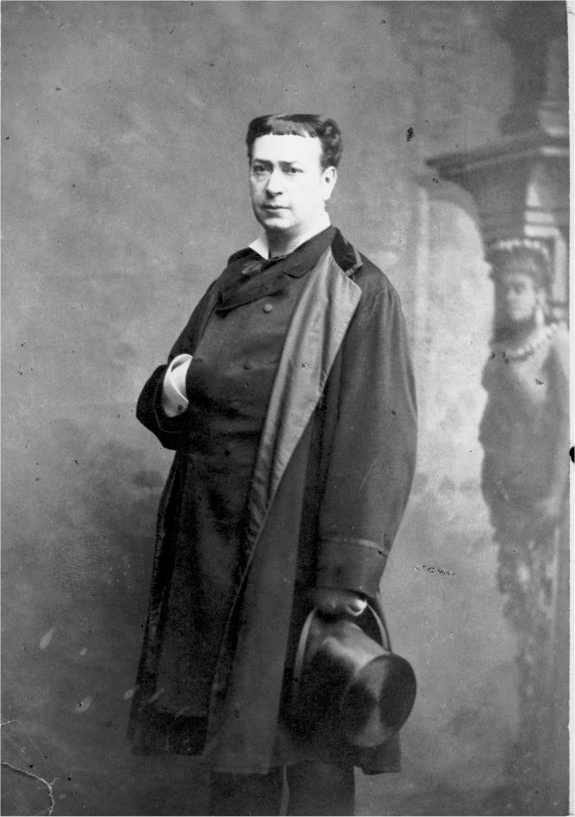
Adolf von Sonnenthal

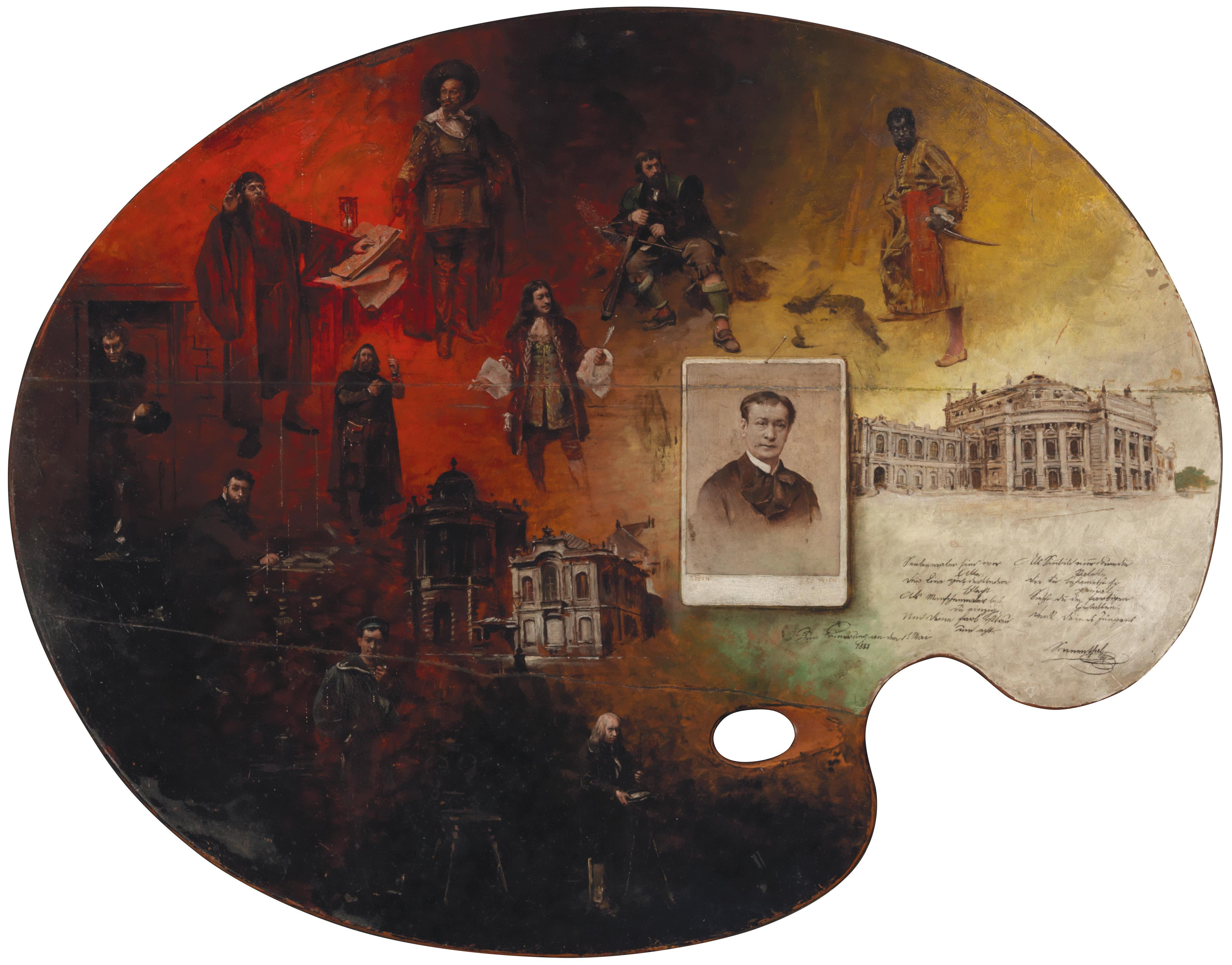
Malerpalette mit einem Bildnis von Sonnenthal, umgeben von Darstellungen seiner Rollen und des alten und des neuen Burgtheaters, vermutlich ein Geschenk zu seiner Verabschiedung 1888

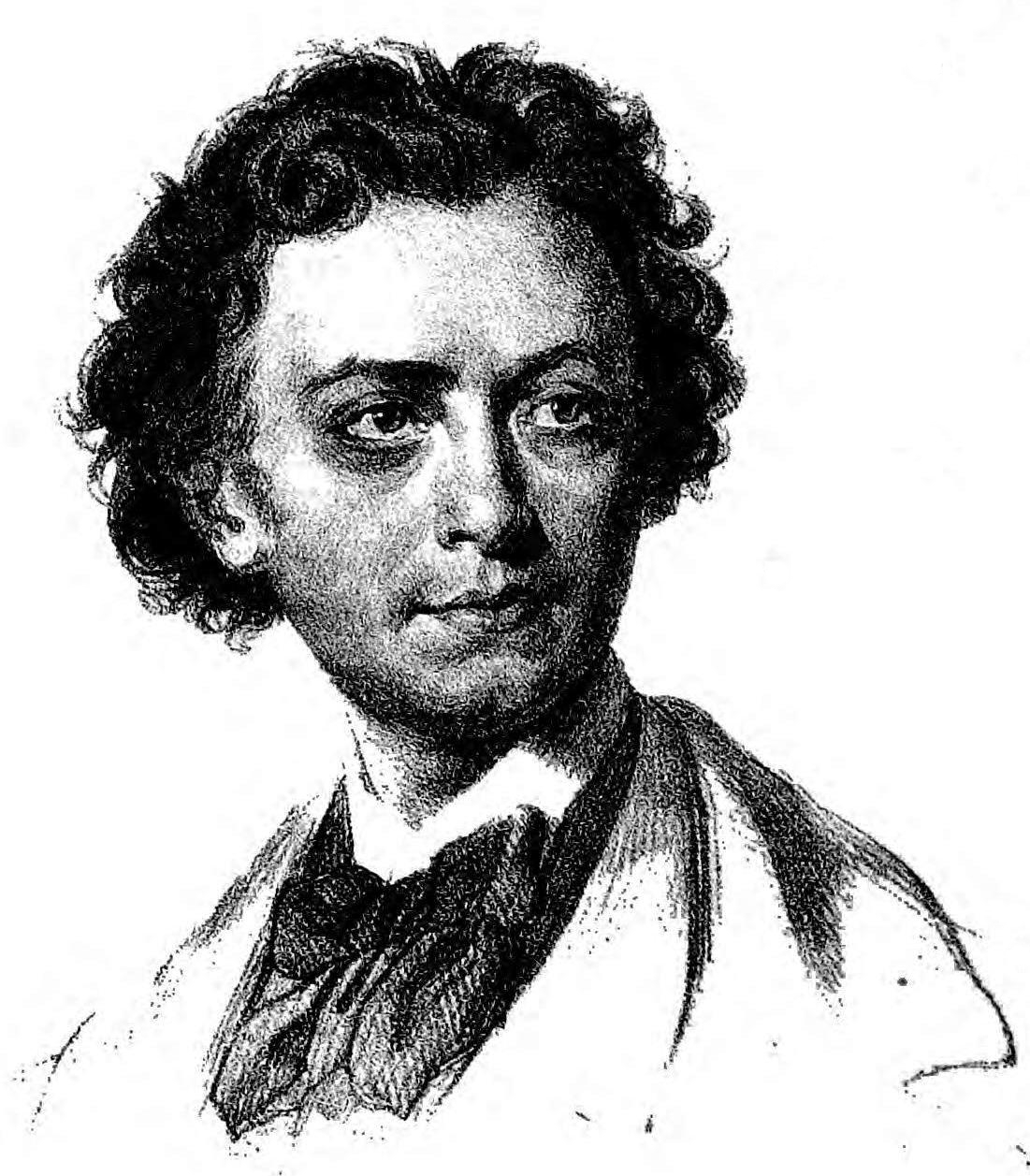
Adolf von Sonnenthal

Adolf (seit 1881 von) Sonnenthal (* 21. Dezember 1834 in Pest, Kaisertum Österreich; † 4. April 1909 in Prag, Österreich-Ungarn) war ein österreichischer Schauspieler. Er galt als bester Konversationsschauspieler in Salonlustspielen, war aber auch als Helden- und Charakterdarsteller äußerst erfolgreich.

## Leben
Adolf Sonnenthal musste infolge plötzlicher Verarmung seiner Eltern das Schneiderhandwerk ergreifen, wandte sich später, seiner Neigung folgend und vom Schauspieler Bogumil Dawison ermuntert und einigermaßen vorbereitet, zur Bühne und debütierte 1851 in Temeswar als „Phoebus de Châteaupers“ im Drama Der Glöckner von Notre Dame (Charlotte Birch-Pfeiffer). 1852 ging er nach Hermannstadt, von hier 1854 nach Graz, wo er Schauspielschüler von Karl von Holtei war, und im Winter 1855–1856 nach Königsberg, wo er mit solchem Erfolg auftrat, dass Heinrich Laube ihm ein Engagement am Wiener Burgtheater antrug.
Dort konnte Sonnenthal am 18. Mai 1856 als „Mortimer“ in Die Waise von Lowood von Charlotte Birch-Pfeiffer debütieren und wurde nach drei Jahren auf Lebenszeit engagiert. Unter der Leitung und Förderung von Heinrich Laube stieg Sonnenthal zu einem der bedeutendsten deutschsprachigen Schauspieler seiner Zeit auf.
1881, anlässlich seines 25-jährigen Dienstjubiläums, ernannte Kaiser Franz Joseph Sonnenthal zum Ritter des Ordens der Eisernen Krone, womit seine Erhebung in den erblichen österreichischen Adelsstand verbunden war. Er wurde 1884 zum Oberregisseur ernannt und fungierte seit dem Abgang des Direktors Adolf von Wilbrandt (Juni 1887) bis Ende 1888 als künstlerischer Leiter des Theaters. Sonnenthals eigentliche Stärke lag im Schauspiel und im Lustspiel; als Darsteller sog. Salonrollen nahm er unbestritten den ersten Platz ein.
Aus seinem vielseitigen Repertoire sind u. a. die Hauptrollen in Romeo und Julia und Heinrich IV. von William Shakespeare, Faust. Eine Tragödie und Clavigo von Johann Wolfgang von Goethe und Nathan der Weise von Gotthold Ephraim Lessing zu nennen.
Aber auch in den Rollen „Raoul Gérard“ (Aus der komischen Oper), „Fürst Lübbenau“ (Aus der Gesellschaft, Eduard von Bauernfeld), „König“ (Ester, Jean Racine), „Fox“ (Pitt und Fox, Rudolf von Gottschall), „Marcel de Prel“ (Wildfeuer, Friedrich Halm) und in Uriel Acosta (Karl Gutzkow) konnte Sonnenthal brillieren.
Weniger Erfolg hatten dahingegen seine Übersetzungen französischer Theaterstücke, wie z. B. Der Marquis von Villemer (George Sand). Sonnenthal war einige Jahre neben Richard John Vizepräsident der Genossenschaft Deutscher Bühnen-Angehöriger.
Im Alter von 74 Jahren starb der Schauspieler Adolf von Sonnenthal am 4. April 1909 abends im Prager „Hotel zum Blauen Stern“ an einem Gehirnschlag.
Seine Grabstätte befindet sich auf dem Friedhof Wien-Döbling (Gruppe Isr. 1/44). Im Jahr 1920 wurde in Wien-Ottakring (16. Bezirk) die Sonnenthalgasse nach ihm benannt.
Sonnenthals Großneffe war der Dirigent Kurt Herbert Adler, seine Enkelin Luise heiratete 1924 Erich Wolfgang Korngold.

## Schüler (Auswahl)
- Marie Barkany, Rosa Bertens

## Werke
- Fünfzig Jahre im Wiener Burgtheater: 1856–1906, Wien, Selbstverlag 1906 (archive.org oder Online in der Google-Buchsuche-USA)